# Кроноцкий заповедник
Кроно́цкий госуда́рственный природный биосфе́рный запове́дник — один из старейших заповедников России. Как государственный образован в 1934 году на месте существовавшего с 1882 года Соболиного заповедника. Кроноцкий заповедник расположен в восточной части полуострова Камчатка и занимает площадь 1 147 619,37 гектара, включая 135 000 гектаров (1350 км²) примыкающей трёхмильной акватории Тихого океана. Включает в себя территорию Кроноцкого полуострова.
На территории заповедника расположено 25 вулканов, восемь из которых действующие: Кизимен, Гамчен, вулкан Комарова, Кроноцкая Сопка, Большой Семячик, вулкан Крашенинникова, Узон и Кихпиныч, высочайшим из которых является Кроноцкая Сопка (3528 метров); термальные озёра, Долина гейзеров, водопады.

## Статус и структура
Согласно Положению о федеральном государственном учреждении «Кроноцкий государственный природный биосферный заповедник» (утв. МПР РФ 16 мая 2001 г.), «в пределах охранной зоны заповедника запрещается хозяйственная и иная деятельность, отрицательно влияющая на природные объекты и комплексы заповедника»; «на территории и в акватории заповедника запрещается любая деятельность, противоречащая задачам заповедника и режиму особой охраны его территории».
Международный статус ООПТ для Кроноцкого заповедника определён как биосферный резерват, объект Всемирного культурного и природного наследия ЮНЕСКО в составе объекта «Вулканы Камчатки». Категория ООПТ согласно классификации Международного союза охраны природы (МСОП, IUCN): строгий природный резерват.
ФГБУ «Кроноцкий государственный заповедник» — природоохранное и научно-исследовательское учреждение, подведомственное Министерству природных ресурсов и экологии РФ. Под его управлением находятся три особо охраняемые природные территории федерального значения: Кроноцкий заповедник, Корякский заповедник и Южно-Камчатский федеральный заказник. На этих территориях и соседствующих с ними населённых пунктах реализуются проекты, направленные на охрану и изучение природы, вовлечение в природоохранную деятельность местного населения.

## История создания
По настоянию бывшего польского ссыльного, известного зоолога и географа Б. И. Дыбовского, на Камчатке в 1880 году впервые были установлены запретные сроки на соболиную охоту (с 1 марта по 15 октября). Позднее Б. И. Дыбовский от имени жителей Петропавловского округа обратился к правительству с ходатайством об объявлении районов Кронок и Асачи заповедными. Просьба была удовлетворена, и в 1882 году для охраны не только соболя, но и снежного барана, северного оленя и речной выдры было учреждено заповедание этих угодий. Охранные меры дали определённый результат, хотя штата и финансирования у заповедника не было, и поддерживался режим лишь силами местного населения, заинтересованного в сохранении ресурсов.
Попытки создания заповедника, как учреждения, продолжались. В 1916—1917 годах на Камчатке работала экспедиция департамента земледелия, и по результатам её исследований 8 июля 1917 года Кроноцкая местность была объявлена заповедной уже новым Временным правительством России. Однако в связи с Гражданской войной реализован этот план не был.
Лишь после установления Советской власти, в 1926 году уже Далькрайисполком, а в 1929 году Камчатский облисполком принимают решение об организации Кроноцкого заповедника, который и был создан 1 ноября 1934 года постановлением Президиума ВЦИК РСФСР о признании Кроноцкого соболиного заповедника государственным заповедником общесоюзного значения.
Подчинялся заповедник до 1938 года различным охотхозяйственным организациям, которые в то время отвечали за охрану природы, затем передан ВЦИК, а в 1951 году ликвидирован. Это было связано с линией на «покорение природы» и признанием «пассивной охраны природы» нецелесообразной. С 1930-х годов, несмотря на режим заповедника, здесь велись поиски нефти. В 1959 году Кроноцкий государственный заповедник был восстановлен в системе Главохоты РСФСР, однако 10 июня 1961 года вновь ликвидирован в ходе кампании по ликвидации заповедников.
Весной 1967 года заповедник (площадью 964 тыс. гектаров) был восстановлен по ходатайству участников 2-го Всесоюзного совещания вулканологов. В советское время заповедник был подчинён Главному управлению охотничьего хозяйства и заповедников при Совете Министров РСФСР.

## Флора и фауна
Основную часть территории заповедника занимают леса из каменной берёзы (березы Эрмана), в верхних частях склонов гор распространены заросли кедрового и ольхового стланика. В бассейне Кроноцкого озера распространены хвойные леса из лиственницы Каяндера с участием ели аянской и березы плосколистной. Вдоль рек растут пойменные леса, где основными лесообразующими породами являются тополь душистый, чозения, ива сахалинская, ольха пушистая. Во втором ярусе хвойных и смешанных лесов встречаются черёмуха азиатская, боярышник зеленомясый, рябина сибирская. В подлеске каменноберезовых лесов обычны рябина бузинолистная, имеющая крупные сладкие плоды, шиповник тупоушковый, спирея берёзолистная, жимолость синяя и Шамиссо, ивы Козья и удская и другие. На крайнем юге заповедника встречается эндемик Камчатки — бузина камчатская, здесь же проходит северная граница распространения этого вида.
Гербарий Кроноцкого государственного заповедника системно начал формироваться с 1987 г., общее количество образцов — 1150.
Из млекопитающих в заповеднике водятся бурый медведь, дикий северный олень, лось, снежный баран, рысь, лисица, росомаха, соболь, горностай, ласка, белка, черношапочный сурок, американский суслик, северная пищуха, полевки, бурозубки и др. Рукокрылые представлены 2 видами — ночницей Брандта и северным кожаном. В реки заповедника заходят на нерест тихоокеанские лососи — горбуша, кета, чавыча, кижуч, нерка. Рептилии отсутствуют, земноводных всего 1 вид — сибирский углозуб. На побережье Кроноцкого залива располагаются лежбища сивучей. В окружающих водах водится множество видов китов — серый кит, японский гладкий кит, косатки, морские свиньи, а также тюлени и морские выдры — каланы.
Наиболее важна роль заповедника в сохранении бурого медведя: здесь обитает одна из крупнейших в России охраняемая дикая популяция этих животных (более 800 особей), что обеспечивает их стабильную сохранность на полуострове.
Камчатский подвид дикого северного оленя — один из самых крупных в мире и в настоящее время сохранился в основном на территории заповедника, где обитает в горно-вулканических районах. Судьба этого вида на Камчатке сильно зависит от сохранности популяции на заповедной территории.

## Климат
На юго-восточном побережье заповедника климат морской и влажный. Самый теплый месяц — август, а холодный — январь. Среднегодовое количество осадков составляет 1000—1500 мм. Вегетационный период длится 130—140 дней.

## Уникальные природные объекты
Долина гейзеров — одно из наиболее крупных гейзерных полей мира и единственное в Евразии. Представляет собой глубокий каньон реки Гейзерной, в бортах которого на площади около 6 км² находятся многочисленные выходы гейзеров и горячих источников, грязевые котлы, термальные площадки, водопады и озёра.
Кальдера вулкана Узон — уникальный район комплексного проявления современных геологических и микробиологических процессов: термальные источники и водоёмы создают необычные условия для развития термофильных организмов.
Кроноцкая Сопка — действующий вулкан высотой 3528 м. Кратер заполнен экструзивной пробкой, имеются фумаролы (особенно активная их деятельность отмечена в 1923). Извержения вулкана редки.
Озеро Кроноцкое — самое крупное пресноводное озеро Камчатки. В озере обитает пресноводная форма нерки (кокани) и три эндемичных вида горных гольцов. Эта уникальная экосистема может служить эталоном при проведении мониторинговых исследований.
Роща пихты грациозной — участок темнохвойного леса, образованного эндемиком Камчатки — пихтой грациозной, площадью всего около 20 га в нижнем течении реки Новый Семячик, в 4 км от побережья Тихого океана.

## «Дело об очистке»
Современная территория заповедника долгие годы имела статус хозяйственных земель, в 1960-х и 1970-х на ней располагались посёлки и военные части, шли работы по разведке нефти, проектировалась гидроэлектростанция. В 2015 году заповедник первым в России включили в пилотную программу ликвидации ущерба от хозяйственной деятельности, выделив финансирование в размере 454 млн рублей.
С февраля 2015 года по август 2016 заместителем директора по охране заповедных территорий был Александр Ильин. В период его работы на посту подряд на выполнение работ по очистке территории заповедника получила компания «Экология» Виталия Дрозда. В 2016 году в возрасте 36 лет от рака умер директор заповедника Тихон Шпиленок, потомственный защитник природы, сын главы заповедника «Брянский лес» и известного фотографа дикой природы Игоря Шпиленка. Тихон Шпиленок узнал о своём диагнозе в апреле 2015 года, из-за лечения ему пришлось уехать из заповедника и он не присутствовал на рабочем месте почти весь 2016 год. В марте 2017 года место Тихона на посту директора заповедника занял его брат Пётр Шпиленок. В 2018 году Виталий Дрозд стал фигурантом дела о мошенничестве, а в 2020 — о растрате. В рамках сотрудничества со следствием он заявил, что Тихон Шпиленок и его коллеги расхитили выданные на очистку деньги. Благодаря сделке со следствием, вместо 10 лет тюрьмы Дрозд получил условный срок. На основании показаний Дрозда и Ильина Следственный комитет Камчатки возбудил уголовное дело против четырёх сотрудников заповедника: директора по науке и туризму Романа Корчигина, начальника научного отдела Дарьи Паничевой, замдиректора по финансовому обеспечению Оксаны Тереховой и заместителя по общим вопросам Николая Позднякова.
По версии следствия, организованная преступная группа из руководства Кроноцкого заповедника похитила 460 млн рублей, выделенных государством на его очистку, а металлолом захоронила прямо на территории заповедника. Обвинение запросило 6 лет тюрьмы для Романа Корчигина, 7 лет Дарье Паничевой, 8 — Оксане Тереховой и 4,5 года Николаю Позднякову.
Защитники сотрудников заповедника обращают внимание на массовые нестыковки в материалах обвинения: например, доказательства вины Романа Корчигина базируются на эпизодах 2015 года, когда он ещё не работал в заповеднике. Кроме того, следствие не провело ни единой очной ставки, отказалось от экспертной оценки документов и экспертизы проведённых работ. Места на территории заповедника, где якобы закопан мусор, также не названы. Факт того, что 243 км береговой линии заповедника очистили от мусора, вывезя более 1300 тонн твёрдых отходов и более 5000 бочек с горюче-смазочными материалами, подтверждают огромное количество фото- и видео-материалов, многочисленные репортажи, вышедшие на федеральных каналах, во многих из них приняли участие региональные чиновники. Суд, однако, отказался принять во внимание все эти документы. Суд также отказался приобщить к делу отчёт учёных МГУ за 2021 год, в котором они задокументировали восстановление растительного покрова на очищенных территориях. Один из свидетелей обвинения, Коваль И. С., подтвердил, что часть подписей в протоколах от его имени подделана, это подтвердила экспертиза.
В поддержку обвиняемых выступили губернатор Камчатского края Владимир Солодов, заслуженный эколог Российской Федерации Всеволод Степаницкий, министр природных ресурсов и экологии Камчатского края Алексей Кумарьков, директор компании RussiaDiscovery Вадим Мамонтов. 30 июня 2022 года в знак протеста против несправедливого преследования коллег заявление об увольнении подал директор Пётр Шпиленок. Шпиленок уверен, что за обвинением стоит лобби сторонников промышленного разведения лосося на Кроноцком озере. Проект строительства искусственного рыбохода между озером и Тихим океаном принадлежит «Русской рыбопромышленной компании» Глеба Франка, зятя бизнесмена Геннадия Тимченко. Дарья Паничева как начальник научного отдела заповедника занималась подготовкой научных обоснований против проекта. Примечательно, что в суде даже основной свидетель обвинения Виталий Дрозд заявил, что не понимает, «что здесь делают сотрудники заповедника», а Александр Ильин говорил, что «очистные работы были выполнены с привлечением техники, с привлечением судов, транспорта».
Только когда уже был вынесен обвинительный приговор, в начале декабря 2022 года Минприроды заказало экспертизу состояния природы в заповеднике. Экспертиза показала, что на его территории отсутствуют захоронения мусора, зато видны свидетельства работ по перемещению отходов к точкам вывоза. Это полностью опровергает основное обвинение следствия о том, что бюджетные деньги были расхищены, а металлолом просто закопан. В знак протеста против преследования коллег ушла с должности директор природного парка «Вулканы Камчатки» Любовь Тимофеева. В начале сентября 2022 года свыше 60 представителей природоохранных организаций направили открытое письмо президенту России Владимиру Путину с просьбой взять дело против сотрудников «Кроноцкого» под личный контроль и поручить Генпрокуратуре и СК РФ заново изучить материалы дела и провести независимые экспертизы.
Нехватка сотрудников из-за уголовного дела привела к приостановке научно-исследовательской и экскурсионной деятельности в Кроноцком заповеднике и Южно-Камчатском федеральном заказнике.
7 февраля 2023 года Камчатский краевой суд отменил приговор и освободил из-под стражи фигурантов, дело было направлено на пересмотр в суд первой инстанции. Адвокат защиты Ирина Дьяченко и бывший директор «Кроноцкого» Пётр Шпиленок назвали это важным шагом на пути к восстановлению справедливости.